# Собиров, Шахзодбек
Шахзодбек Собиров (узб. Shahzodbek Sobirov; 29 мая 1993 года, Узбекистан) — узбекский дзюдоист, выступающий в весовой категории до 81 кг. Участник XXXI Летних Олимпийских игр, призёр этапов Гран-при по дзюдо, победитель турнира «Большого Шлема» по дзюдо.

## Карьера
В 2013 году принимал участие на Чемпионате Азии по дзюдо в Бангкоке (Таиланд) в весовой категории до 81 кг, где в первом раунде одолел дзюдоисту из Шри-Ланки Лахман Сеневаиратне, но в следующем раунде проиграл представителю Республики Корея Хон Сук Вун, который в итоге и выиграл турнир.
В 2014 году на этапе Гран-при по дзюдо в Ташкенте завоевал бронзовую медаль. В 2015 году на турнире «Большого Шлема» по дзюдо в Париже (Франция) в весовой категории до 81 кг в финале одержал победу над российским дзюдоистом Сергеем Рябовым.
В 2016 году на Летних Олимпийских играх в Рио-де-Жанейро (Бразилия) в весовой категории до 81 кг в первом раунде одолел дзюдоиста из Фиджи Джосатеки Наулу. В следующем раунде встретился с представителем США Трэвис Стивенс, которого не смог одолеть и закончил выступление на Олимпийских играх. На Чемпионате Азии по дзюдо в Ташкенте занял лишь седьмое место.
В 2017 году на этапе Гран-при по дзюдо в Тбилиси (Грузия) завоевал бронзовую медаль. На Чемпионате Азии по дзюдо в Гонконге в весовой категории до 90 кг занял лишь пятое место, проиграв в схватке за бронзовую медаль японскому дзюдоисту Сёитиро Мукай. В 2018 году на Летних Азиатских играх в Джакарте (Индонезия) в весовой категории до 90 кг в четвертьфинале проиграл монгольскому дзюдоисту Гантулгын Алтанбагана. В утешительном раунде сначала одолел ливанца Начиф Элиас, но затем проиграл олимпийскому чемпиону японцу Масю Бейкер и в итоге занял лишь пятое место.